# Question (journal)
Pour les articles homonymes, voir Question (homonymie).
Question est un magazine mensuel vénézuélien critique de la mondialisation libérale. C'est une revue intellectuelle du mouvement bolivarien. 
Son fondateur, Aram Aharonian, est devenu le directeur de la télévision satellitaire publique Tele Sur.